# Marrara
Marrara is een plaats (frazione) in de Italiaanse gemeente Ferrara.